# Katarina Srebotnik
Katarina Srebotnik, slovenska tenisačica, * 12. marec 1981, Slovenj Gradec.
Katarina Srebotnik je najuspešnejša slovenska tenisačica zadnjih let, a jo je v letu 2008 zaustavila poškodba, zaradi česar se je precej oddaljila od svetovnega vrha. Trenutno živi v Dubaju. 
Njena najboljša uvrstitev na lestvici WTA med posameznicami je 20. mesto (7. avgust 2006).
Na dan 2. julij 2011 je Srebotnikova na WTA Touru osvojila 4 posamične turnirje, 27 v dvojicah in 5 v mešanih dvojicah. V mešanih dvojicah je osvojila pet od šestih zmag na turnirjih za Grand Slam.

## Finali Grand Slamov

### Ženske dvojice (5)

#### Zmage (1)
| Leto | Turnir                   | Partnerica    | Nasprotnici v finalu           | Rezultat finala |
| 2011 | Odprto prvenstvo Anglije | Květa Peschke | Sabine Lisicki Samantha Stosur | 6–3, 6–1        |

#### Porazi (4)
| Leto | Turnir                        | Partnerica    | Nasprotnici v finalu           | Rezultat finala |
| 2006 | Odprto prvenstvo ZDA          | Dinara Safina | Nathalie Dechy Vera Zvonareva  | 6–7, 5–7        |
| 2007 | Odprto prvenstvo Francije     | Ai Sugijama   | Alicia Molik Mara Santangelo   | 6–7, 4–6        |
| 2007 | Odprto prvenstvo Anglije      | Ai Sugijama   | Cara Black Liezel Huber        | 6–3, 3–6, 2–6   |
| 2010 | Odprto prvenstvo Francije (2) | Květa Peschke | Serena Williams Venus Williams | 2–6, 3–6        |

### Mešane dvojice (11)

#### Zmage (5)
| Leto | Turnir                        | Partner        | Nasprotnika v finalu            | Rezultat finala       |
| 1999 | Odprto prvenstvo Francije     | Piet Norval    | Larisa Neiland Rick Leach       | 6–3, 3–6, 6–3         |
| 2003 | Odprto prvenstvo ZDA          | Bob Bryan      | Lina Krasnorucka Daniel Nestor  | 5–7, 7–5, 7–6(7–5)    |
| 2006 | Odprto prvenstvo Francije (2) | Nenad Zimonjić | Jelena Lihovceva Daniel Nestor  | 6–3, 6–4              |
| 2010 | Odprto prvenstvo Francije (3) | Nenad Zimonjić | Jaroslava Švedova Julian Knowle | 4–6, 7–6(7–5), [11–9] |
| 2011 | Odprto prvenstvo Avstralije   | Daniel Nestor  | Yung-Jan Chan Paul Hanley       | 6–3, 3–6, [10–7]      |

#### Porazi (6)
| Leto | Turnir                        | Partner        | Nasprotnika v finalu               | Rezultat finala       |
| 2002 | Odprto prvenstvo ZDA          | Bob Bryan      | Lisa Raymond Mike Bryan            | 6–7, 6–7              |
| 2005 | Odprto prvenstvo ZDA (2)      | Nenad Zimonjić | Daniela Hantuchová Mahesh Bhupathi | 4–6, 2–6              |
| 2007 | Odprto prvenstvo Francije     | Nenad Zimonjić | Nathalie Dechy Andy Ram            | 5–7, 3–6              |
| 2008 | Odprto prvenstvo Francije (2) | Nenad Zimonjić | Victoria Azarenka Bob Bryan        | 2–6, 6–7(4–7)         |
| 2008 | Odprto prvenstvo Anglije      | Mike Bryan     | Samantha Stosur Bob Bryan          | 5–7, 4–6              |
| 2011 | Odprto prvenstvo Francije (3) | Nenad Zimonjić | Casey Dellacqua Scott Lipsky       | 6–7(6–8), 6–4, [7–10] |

## Osvojeni turnirji in drugi uspehi
4 posamične zmage na turnirjih WTA
2005 - Stockholm, Auckland

2002 - Acapulco

1999 - Estoril
Ob tem je še šestkrat nastopila v finalu.
27 zmag v dvojicah na turnirjih WTA

2011 - Auckland, Doha , Eastbourne, Odprto prvenstvo Anglije (vse s Květo Peschke)

2010 - New Haven, Indian Wells (oboje s Květo Peschke)

2009 - Linz (z Anno-Leno Grönefeld)

2008 - Miami, Charleston, Linz (vse tri s Sugijamo), Moskva (s Petrovo)

2007 - Gold Coast (s Safino), Amelia Island (s Santangelovo), Toronto (s Sugijamo)

2006 - Antwerpen (s Safino), Amelia Island (z Asagoejevo)

2005 - Auckland (z Asagoejevo), Stockholm, Budimpešta, Hasselt (vse tri z Loitovo)

2004 - Tokio (z Asagoejevo)

2003 - Bogotá (s Svenssonovo)

2001 - Havaji (s Križanovo)

2000 - Estoril (s Križanovo)

1999 - Antwerpen (z Golarso),  Palermo (s Križanovo)

1998 - Makarska (s Križanovo)
Ob tem je še 23-krat nastopila v finalu (od tega na Odprtem prvenstvu Anglije / 2007, Odprtem prvenstvu Francije / 2007, 2011, Odprtem prvenstvu ZDA / 2006 in na zaključnem turnirju najboljših parov sezone / 2007).
5 zmag v mešanih dvojicah na turnirjih WTA

2011 - Odprto prvenstvo Avstralije (z Danielom Nestorjem)

2010 - Odprto prvenstvo Francije (z Nenadom Zimonjićem)

2006 - Odprto prvenstvo Francije (z Nenadom Zimonjićem)

2003 - Odprto prvenstvo ZDA (z Bobom Bryanom)

1999 - Odprto prvenstvo Francije (s Pietom Norvalom)
Ob tem je še šestkrat nastopila v finalu: Odprto prvenstvo ZDA (2002, 2005), Odprto prvenstvo Francije (2007, 2008, 2011) in Odprto prvenstvo Anglije (2008)